# موریس ۲۵۰ جی‌یو
موریس ۲۵۰ جی‌یو (Morris 250 JU) خودرویی است که در سال‌های ۱۹۶۷–۱٩٧۴ تولید شده‌است.
این خودرو در کلاس ون قرار گرفته ‌است. و سیستم جعبه‌دندهٔ آن ۴ دنده به صورت دستی است.